# بين موسى (صانع أفلام وثائقية)
بين موسى (بالإنجليزية: Ben Moses)‏ هو صانع أفلام وثائقية أمريكي، ولد في 1948 في Southern Illinois ‏ في الولايات المتحدة.